# Sinaasappelschilprojectie
De gordeldier- of sinaasappelschilprojectie is een kaartprojectie die in 1943 werd gepresenteerd door Erwin Raisz als één uit een reeks van "orthoapsidale" (van orthografisch en apsis) projecties: afbeeldingen van de aardbol op een deel van een ellipsoïde of torus en vervolgens op het platte vlak. Het geval hiernaast is een afbeelding op de buitenkant van een halve torus. Raisz noemde dit de armadillo projection (met, in tegenstelling tot hiernaast, de meridiaan 10 graden west in het midden). Deze projectie is een dubbelprojectie, omdat de aardbol eerst op een andere ruimtelijke figuur wordt geprojecteerd en daarna pas op het platte vlak.
De ringvorm, de keuze van de centrale meridiaan en de projectiehoek hebben tot gevolg dat de continenten een relatief groot deel van het beeld beslaan. Nieuw-Zeeland en Antarctica zijn niet te zien. In sommige publicaties wordt voor Nieuw-Zeeland een soort aanhangsel toegevoegd; er bestaat ook een variant van de kaart die een deel van de wereld een tweede keer afbeeldt, zodat Nieuw-Zeeland wél gewoon in beeld komt.

## Formules
Gegeven de bolstraal R, centrale meridiaan λ₀ en een punt met geografische breedte φ en lengte λ, kunnen de coördinaten in het platte vlak (x en y) als volgt berekend worden:
{\displaystyle x=R\left(1+\cos \varphi \right)\sin {\frac {\lambda -\lambda _{0}}{2}}},
{\displaystyle y=R\left[{\frac {1+\sin 20^{\circ }-\cos 20^{\circ }}{2}}+\sin \varphi \cos 20^{\circ }-\left(1+\cos \varphi \right)\sin 20^{\circ }\cos \left({\frac {\lambda -\lambda _{0}}{2}}\right)\right]}
{\displaystyle \varphi _{s}=-\tan ^{-1}\left({\frac {\cos {\frac {\lambda -\lambda _{0}}{2}}}{\tan 20^{\circ }}}\right)}
Breedtes zuidelijker dan {\displaystyle \varphi _{s}} (gegeven de geografische lengte) liggen in beeld "achter" het noordelijkere gedeelte en moeten niet worden afgebeeld.